# ヴィクラント (空母・2代)
「ヴィクラント」（Vikrant）は、インド海軍の航空母艦（空母）。インド初の国産空母である。
計画名は、当初はADS（Air Defence Ship, 防空艦）だったが、後にIAC-1（Indigenous Aircraft Carrier 1、国産空母1号）となった。
艦名の「Vikrant」とは先代の同名空母と同じくヒンディー語で「勇敢な」「強い」の意味である。艦のモットーも、先代から継承している。

## 建造に至る経緯

### 建造の決定まで
本艦は、1980年代に検討が開始された初代「ヴィクラント」（旧英海軍マジェスティック級「ハーキュリーズ」）の代艦計画を起源とする。この計画では国産空母2隻を建造することになっており、1989年にはフランスのDCN社と空母設計の契約を締結した。この際の計画では、DCN社が排水量25,000トンの小型空母の設計を行い、これを基づいてインド海軍設計局が技術案を作成、コーチ国営造船所で建造を行い、1993年に1番艦が起工され、1997年には就役する予定であった。しかし1991年の経済危機 (1991 Indian economic crisis) を受けて政府は艦型の圧縮を要求、海軍は計画の維持を求めたものの予算を獲得することができず、準備段階で停滞することとなった。
1997年の初代「ヴィクラント」の退役によって保有空母が「ヴィラート」1隻のみとなると、海軍当局も計画を見直さざるを得なくなり、防空艦（Air Defence Ship, ADS）として71型軽空母（17,000トン）を提案したが、承認には至らなかった。その後状況は好転し、1999年5月、政府は基準排水量24,000トンの国産空母建造を正式に決定、6月14日には内閣国防委員会が海軍総司令部宛に「政府は基準排水量32,000トンの空母建造を承認する」との公式書簡を送った。2001年4月11日、内閣国防委員会はこの新型空母にADSの呼称を復活させるとともに、3隻の建造を承認した。

### 決定後の変遷と遅延
1999年6月に内閣国防委員会からの書簡が送付された直後、海軍参謀長 クマル大将はこの新型空母の建造をコーチン造船所で行うと表明しており、同造船所長兼会長のマーシー退役少将は、起工は2003年、海上公試の開始は2009年という計画を表明していた。しかし2002年2月、海軍参謀長 シン大将は、造船所の体制不備を理由に、艦の引き渡しは2010年以降になるであろうと述べた。シン大将は同時に、ADSは基準排水量32,000トン・全長250メートル・最高速力32ノット・乗員1,500名となることを明らかにした。
2002年3月21日、フェルナンデス国防大臣代行は海軍が計画を見直したことを発表し、基準排水量37,500トン・全長252メートルに大型化するかわりに速力は28ノットに低下、また艦の引き渡しは2011年になると述べた。この際に発表された予想図は、前年に起工されていたイタリア海軍向けの新型空母（後の「カヴール」）によく似ており、2004年7月には、同艦の建造を担当していたフィンカンティエリ社とインド国防省との間で、ADSの設計に関する契約が締結された。
2005年4月11日にはコーチン造船所でADS 1番艦の建造作業が開始され、ムカルジー国防大臣列席のもとで記念式典が行われたが、2009年2月28日にはコーチン造船所で起工式典が行われ、アントニー国防大臣が列席した。船台から進水させるスロープの強度の関係から、起工後すぐ、2010年には進水させる計画だったが、建造に使用する鋼材や減速機など艤装品の不調などによって建造は大きく遅延し、進水式は2013年8月12日となった。2012年の時点で、就役の予定も2018年へと大幅に先延ばしされていた。またその後、ロシア製の航空艤装の納入が大幅に遅れることが判明し、2016年にインド会計検査院が出した見通しでは、就役が2023年まで延びる可能性が指摘された。
このような遅延によってコストも上昇し、当初は326億1,000万ルピーだった建造費が2015年半ばに6倍の1,934億1,000万ルピーにまで高騰している。しかし2019年11月には追加資金の投入で工程の加速が図られ、12月に乾ドックで行われる作業が完了した。2020年2月には艤装の工事が完了し、IAC-P71の主要な装備艤装などのマイルストーンを達成したとコーチン造船所は発表した。また同時に、主要なシステム等の試験を進めており、2020年末に海上公試を行うと発表されたが、実際に南部ケーララ州沖で試験航行が開始されたのは2021年8月4日のことであった。
結局、就役は当初予定から約10年遅れの2022年9月2日となった。建造費は2,000億ルピーで、就役式でインドの首相ナレンドラ・モディは海軍力を高めるため予算増額など「あらゆることに取り組む」と述べた。

## 設計
本艦の全体設計を行ったのはインド海軍設計局（DND）だが、設計案については、フランスのDCN社の空母原案をもとにインド側が改良したものを土台として、イタリアのフィンカンティエリ社が作成したものとされている。フィンカンティエリ社は、上記の「カブール」のほかイギリス海軍のクイーン・エリザベス級航空母艦の設計も行っており、本艦の設計はこれらから影響を受けている。

### 船体
船体の構造材としては、当初はロシア製のAB/Aグレード鋼を用いる予定だったが、納入の遅れから、国防材料工学研究所とインド鉄鋼公社 (SAIL) 社が共同で同レベルの鋼材を製造する設備を立ち上げて対応した。これにより、本艦はインド国産の鋼材のみで建造される初の軍艦になった。ただし当初、この鋼材の品質がなかなか安定せず、建造の遅延の一因となった。
艦底から艦橋構造物（アイランド）まで、甲板の数は14層に及ぶ。艦首には接岸作業用のスポンソンがある。煙突は艦橋と一体化しており、外舷側に傾斜している。
なお本艦の建造は、インド海軍が2008年採択した「2015年から2030年までのインド海軍国産化計画」に基づき、コーチン造船所をはじめ200社の国内企業が建造に関与する一大プロジェクトとなった。

### 機関
従来、インド海軍が運用してきた空母は、先代「ヴィクラント」や「ヴィラート」のほか、「ヴィクラマーディティヤ」も含めて全て蒸気タービンを機関としてきたのに対し、本艦は初めてガスタービンエンジンを主機とした。これはフィンカンティエリ社の影響が指摘されており、同社が建造した「カブール」と同じく、4基のゼネラル・エレクトリック LM2500によって2軸のスクリュープロペラを駆動するCOGAG方式を採用している。
構成品については国産化が図られており、LM2500はインドでライセンス生産しているほか、LM2500からの出力をまとめてプロペラシャフトに伝達する減速機も国産品とした。ただし空母用の大型減速機は、既にシヴァリク級フリゲートで実績を積んでいたバーラト重電機でも初挑戦とあって開発に難渋し、搭載後、芯合わせ不良のために許容レベル以上の騒音を発することが判明して改修が必要となり、建造の遅延の一因となった。
電源としては、ディーゼルエンジンを原動機とする発電機を搭載し、出力24メガワットを確保している。

## 能力

### 航空運用機能

#### 発着艦設備
「ヴィクラント」退役直後にADS計画が発足した時点では、海軍の現役艦上戦闘機はシーハリアーFRS.51であり、ADSもSTOVL方式の航空母艦とする方針であった。しかしシーハリアーのような垂直/短距離離着陸機は発着艦時の挙動がエンジン推力に大きく左右されるために、気温・湿度が高いインド洋での運用には向かないという問題があった。この問題に対し、ADS計画よりやや先行して検討されていた「ヴィクラマーディティヤ」の改修において、ロシア側は同国の「アドミラル・クズネツォフ」と同様のSTOBAR方式を提案しており、インド側はこれを採択するとともに、ADSにもこの方式を導入することとした。
航空艤装は「ヴィクラマーディティヤ」と同様、ロシアのネフスキー設計局が担当した。艦首には、発艦装置として傾斜角14度のスキージャンプが設置されている。就役にあわせて、スキージャンプに向かって黄色の発艦レーンが2本設定された。なお「クズネツォフ」や中国海軍のSTOBAR空母では発艦レーン上のスタートポイントにあわせてジェット・ブラスト・ディフレクターを設置しているのに対して、本艦では省かれており、飛行甲板左舷後部に駐機スペースを設けていないこととの関連が指摘されている。
アングルド・デッキに設定された着艦レーンには、サンクトペテルブルクのプロレタリア工場が製造した3索式のアレスティング・ギアが設置されているが、これは「クズネツォフ」や「ヴィクラマーディティヤ」に搭載されているものとほぼ同型で、最大着艦速度240キロメートル毎時、制動距離90－105メートルといった性能を備えている。なお本艦では、「ヴィクラマーディティヤ」と同じく発艦レーンと着艦レーンが船体のほぼ中央付近で交差するレイアウトとなっている。このため発艦と着艦を同時に行う事は困難であり、慎重な航空管制が必要になる。
このほか、飛行甲板にはヘリコプターの発着スポット6か所が設定されている。

#### 格納・補給
船体内には格納庫が設けられており、右舷のアイランド前後に1基ずつ設置されたデッキサイド式のエレベーターによって、飛行甲板と連絡している。また格納庫内には機体の取り回しのためターンテーブルが設けられているほか、天井には整備用クレーンも設置されているが、これらはいずれもロシア製である。なおエレベーターは、第4世代ジェット戦闘機のなかでは中型のMiG-29Kが主翼を折り畳んだ寸法に合わせてあるために横幅が狭く、搭載機の大型化に対応できない可能性が指摘されている。
搭載機は、艦上戦闘機20機と回転翼機が10機を定数として、最大40機まで搭載可能とされている。艦上戦闘機としては、STOVL方式を検討していた時期にはハリアー IIが想定されていたが、STOBAR方式の採用に伴い、ロシア製のMiG-29K/KUBや国産のテジャスMk.1艦上機仕様が候補とされるようになった。その後、テジャスMk.1については開発遅延と重量過大で2016年末に採用見送りが決定し、まずはMiG-29K/KUBが搭載されることとなった。テジャスMk.1の開発も継続されているほか、強化型のテジャスMk.2およびその艦上機仕様も開発予定とされているが、海軍当局はテジャスMk.1については否定的な見解を崩しておらず、テジャスMk.2の採用も未定である。またMiG-29Kについても、インドの脅威対象である中国人民解放軍海軍のJ-15艦上戦闘機と比べての劣位が指摘されているほか、運用実績において、稼働率・信頼性やエンジンの性能への不満も指摘されている。
このため海軍当局は新しい艦上戦闘機の採用を検討しており、フランスのラファール、アメリカ合衆国のスーパーホーネットが俎上に載せられていると言われる。F/A-18Eの運用可能性評価の一環として、2020年12月21日にはアメリカ海軍航空システム・コマンドによってパタクセント・リバー海軍航空基地のスキージャンプ台を用いた発艦実験が行われた。2025年3月12日、インド国防省はMiG-29K/KUBの後継機として、ダッソー社からラファール26機（M型を22機、訓練用としてB型を4機）を購入する契約を締結したと発表した。
早期警戒機としては固定翼機のE-2Dが希望され、2000年代末には購入も検討されたが、STOBAR方式となったために、導入は断念され、かわってヘリコプターであるKa-31が配備された。
哨戒ヘリコプターとしては、従来通りのシーキングMk.42（42Bはシーイーグル空対艦ミサイル搭載可能）が搭載される。また2014年には、水上戦闘艦の艦載ヘリコプターとして用いられているKa-28の後継機としてシコルスキー S-70Bの導入が開始されており、これも本艦に搭載される可能性がある。なお、国産のドゥルーブも哨戒ヘリコプター型を開発中だが、ローター折畳機構の不備や作戦能力の低さからインド海軍は採用していない。

### 個艦防御機能
レーダーとしては、対空捜索用として「カヴール」と同じRAN-40Lを搭載するのに加えて、艦橋には多機能型のEL/M-2248 MF-STARを搭載する予定であった。就役時には、前者は搭載されたが、後者は未搭載の状態であった。
兵装としては、当初はイタリアの影響でオート・メラーラ76mm単装速射砲4基を搭載して、ダルド・システムとしてCIWSに用いると予想されていた。その後、76mm単装速射砲は削減され、結局、就役時には全て30mmCIWSが搭載された。このほか、インド・イスラエル共同開発のバラク8艦対空ミサイルのVLSも後日装備予定となっている。

## 比較表
|              |                 | ヴィクラント           | ヴィクラマーディティヤ | シャルル・ド・ゴール   |
| ------------ | --------------- | ---------------------- | ---------------------- | ---------------------- |
| 船体         | 満載排水量      | 40,862 t               | 45,500 t               | 43,182 t               |
| 船体         | 全長            | 262.5 m                | 284 m                  | 261.5 m                |
| 船体         | 船体幅 / 最大幅 | 32.5 m / 60.84 m       | 不明 / 60 m            | 31.5 m / 64.36 m       |
| 機関         | 方式            | ギアード・タービン     | ギアード・タービン     | ギアード・タービン     |
| 機関         | 主機            | COGAG                  | ボイラー+蒸気タービン  | 原子炉+蒸気タービン    |
| 機関         | 出力            | 120,000 hp             | 180,000 hp             | 83,000 hp              |
| 機関         | 速力            | 28 kt                  | 30 kt                  | 27 kt                  |
| 兵装         | 砲熕            | AK-630 CIWS×4基        | AK-630 CIWS×4基        | 20mm単装機関砲×8基     |
| 兵装         | ミサイル        | バラク-8 VLS×32セル    | バラク-8 VLS×48セル    | アスター15 VLS×32セル  |
| 兵装         | ミサイル        | バラク-8 VLS×32セル    | バラク-8 VLS×48セル    | SADRAL 6連装発射機×2基 |
| 航空運用機能 | 発着方式        | STOBAR                 | STOBAR                 | CATOBAR                |
| 航空運用機能 | 発艦装置        | スキージャンプ         | スキージャンプ         | 蒸気式カタパルト×2基   |
| 航空運用機能 | JBD             | ―                      | ―                      | 2基                    |
| 航空運用機能 | 着艦帯          | アングルド・デッキ配置 | アングルド・デッキ配置 | アングルド・デッキ配置 |
| 航空運用機能 | 制動索          | 3索                    | 3索                    | 3索                    |
| 航空運用機能 | エレベーター    | 2基                    | 2基                    | 2基                    |
| 航空運用機能 | 搭載機数        | 40機前後               | 30機前後               | 最大40機               |